# Stylogyne membranacea
Stylogyne membranacea är en viveväxtart som beskrevs av J.J. Pipoly. Stylogyne membranacea ingår i släktet Stylogyne och familjen viveväxter. Inga underarter finns listade i Catalogue of Life.